# Francesco Caccianiga
Francesco Caccianiga (Milano, 6 agosto 1700 – Roma, 14 marzo 1781) è stato un pittore e incisore italiano.
Nato a Milano, si trasferì poi a Bologna dove divenne allievo di Marcantonio Franceschini. Successivamente visitò Roma, dove si stabilì sotto il patronato del principe Marcantonio IV Borghese, per il quale realizzò alcune opere notevoli nel Palazzo Borghese e nella Villa Borghese. 
Altre sue opere importanti sono ad Ancona, dove dipinse diverse pale d'altare, fra queste ricordiamo Il matrimonio della vergine e l'Ultima cena.
Ci sono giunte anche una serie di incisioni, di cui la più famosa è Morte di Lucrezia.
Altre opere importanti:
- Martirio di Santa Catalina (1719, chiesa di Santa Maria Beltrade, Milano), perduta.
- San Celso sconfigge i sacerdoti pagani (1736-38, Santi Celso e Giuliano, Roma)
- Giuramento dell'Immacolata Concezione (1763, Università di Salamanca)
- Aurora (1773-74, Palazzo Borghese, Roma)
- Caduta di Fetonte (1778, Villa Borghese, Roma)